# Infinite (album, Stratovarius)
Infinite je album finské power metalové skupiny Stratovarius.

## Seznam skladeb
1. "Hunting High And Low" – 4:08
2. "Millennium" – 4:09
3. "Mother Gaia" – 8:18
4. "Phoenix" – 6:13
5. "Glory of the World" – 4:53
6. "A Million Light Years Away" – 5:19
7. "Freedom" – 5:03
8. "Infinity" – 9:22
9. "Celestial Dream" – 2:31
10. "What Can I Say?" (bonusová skladba v Japonsku)
11. "Why Are We Here" – 4:43 (bonusová skladba na sběratelské edici)
12. "It's a Mystery" – 4:04 (bonusová skladba na sběratelské a francouzské 2CD edici)
13. "Keep the Flame" – 2:47 (bonusová skladba na francouzské 2CD edici)
14. "Phoenix (Demo)" (bonusová skladba na francouzské 2CD edici)

## Obsazení
- Timo Kotipelto – zpěv
- Timo Tolkki – kytara
- Jari Kainulainen – basová kytara
- Jens Johansson – klávesy
- Jörg Michael – bicí